# (28197) 1998 XZ12
1998 أكس زد 12 (ويعرف أيضًا باسم (28197) 1998 أكس زد 12 وفق تسمية الكوكب الصغير) (بالإنجليزية: 1998 XZ12)‏ هو كويكب ضمن حزام الكويكبات؛ وترتيبه 28197 من حيث الاكتشاف.
اكتُشف هذا الجُرم الفلكي بواسطة دنيس ك. تشيسني في 15 ديسمبر 1998.

## وصلات خارجية
- (28197) 1998 XZ12 في قاعدة بيانات مختبر الدفع النفاث لأجرام النظام الشمسي الصغيرة

- الاكتشاف · مخطط المدار ·  العناصر المدارية · المعلمات المادية

- (28197) 1998 XZ12 على موقع ويكي سكاي: DSS2, SDSS, GALEX, IRAS, Hydrogen α, X-Ray, Astrophoto, Sky Map, Articles and images